# Liste der Baudenkmäler in Altendorf (Landkreis Schwandorf)
Auf dieser Seite sind die Baudenkmäler in der Oberpfälzer Gemeinde Altendorf zusammengestellt. Diese Tabelle ist eine Teilliste der Liste der Baudenkmäler in Bayern. Grundlage ist die Bayerische Denkmalliste, die auf Basis des Bayerischen Denkmalschutzgesetzes vom 1. Oktober 1973 erstmals erstellt wurde und seither durch das Bayerische Landesamt für Denkmalpflege geführt wird. Die folgenden Angaben ersetzen nicht die rechtsverbindliche Auskunft der Denkmalschutzbehörde.
 Diese Liste gibt den Fortschreibungsstand vom 25. April 2018 wieder und umfasst neunzehn Baudenkmäler.

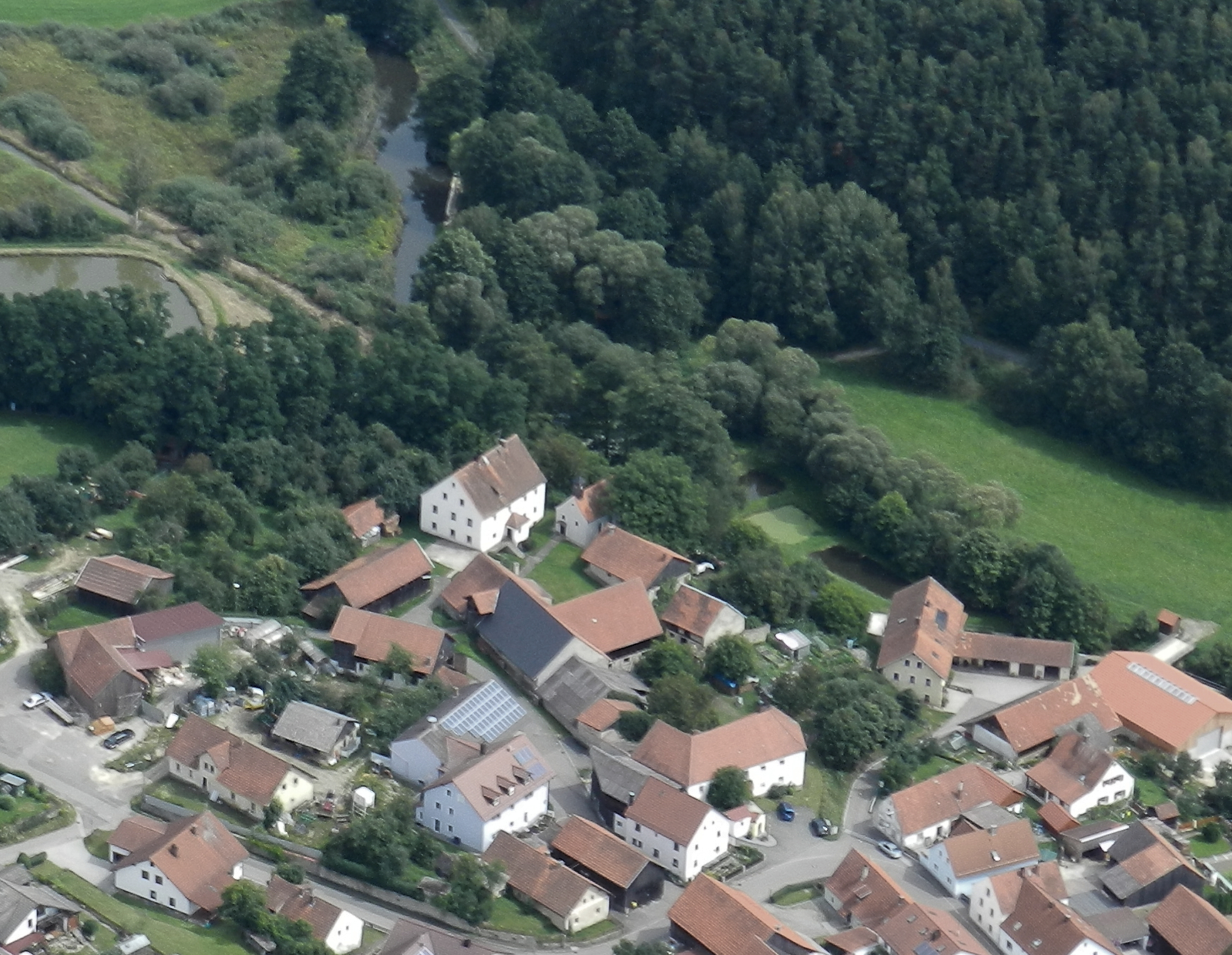
Der Fronhof Altendorf von oben

## Baudenkmäler nach Ortsteilen

### Altendorf
| Lage                                                | Objekt                                           | Beschreibung | Akten-Nr.              | Bild                                    |
| --------------------------------------------------- | ------------------------------------------------ | --- | ---------------------- | --------------------------------------- |
| Alte Schulstraße 8; Schloßweg 1 (Standort)          | Ehemaliges Schloss                               | Lang gestreckter, dreigeschossiger Walmdachbau mit östlichem Treppenturmanbau, Südportal mit Sprenggiebel und Erdgeschossgewölbe, 17./18. Jahrhundert. | D-3-76-112-7 Wikidata  | weitere Bilder                          |
| Am neuen Kalvarienberg; Fronhofer Straße (Standort) | Kreuzweg zum Kalvarienberg mit Kreuzigungsgruppe | Vierzehn Kreuzwegstationen, Granitpfeiler mit Tabernakeln und Gipsreliefs, 19. Jahrhundert; am Feldweg entlang, hinauf zum neuen Kalvarienberg; Kreuzigungsgruppe, flankiert von zwei kleineren Kreuzen, Eisen, wohl 19. Jahrhundert; am Ende des Kreuzweges. | D-3-76-112-9 Wikidata  | weitere Bilder                          |
| Neunburger Str. 24 (Standort)                       | Steinkreuz                                       | Mit einseitig abgeschlagenem Arm, Granit, wohl 16. Jahrhundert; bei Transformatorenstation an der Staatsstraße. | D-3-76-112-10 Wikidata | weitere Bilder                          |
| Kirchsteig 1a; Neunburger Straße (Standort)         | Kapelle heiliger Johannes von Nepomuk            | Kleiner verputzter Walmdachbau mit Schweifgiebel, 18. Jahrhundert; mit Ausstattung; an der südlichen Auffahrt zur Pfarrkirche. | D-3-76-112-1 Wikidata  | Kapelle heiliger Johannes von Nepomuk   |
| Kirchsteig 3 (Standort)                             | Katholische Pfarrkirche Sankt Andreas            | Langhaus mit Stichkappentonne, eingezogenem Rechteckchor und Satteldach über profiliertem Traufgesims, nördlich des Chores Turm mit Pyramidendach und Putzgliederung, gotische Anlage des 14./15. Jahrhundert, Erweiterung um barockes Langhaus 1724; mit Ausstattung; Kriegerdenkmal für die Gefallenen des Ersten Weltkrieges, Inschriftentafel mit reliefierter Rahmung und Kreuzbekrönung, Kalkstein, nach 1920, flankiert von zwei Epitaphien, Kalkstein, 1817 und 1831; an der südlichen Langhauswand; Wappenstein mit Kreuzrelief, davor zwei Grabplatten, mit geschweiften Ecken und neueren Eisenkruzifixen, Granit, 1811 und 1817; an der südlichen Choraußenseite. | D-3-76-112-2 Wikidata  | weitere Bilder                          |
| Neunburger Straße 2 (Standort)                      | Wohnhaus                                         | Zweigeschossiger und verputzter Satteldachbau über kreuzförmigem Grundriss mit mittelachsigem Querhaus, Fassadengestaltung mit Gesimsgliederung, geohrten Fensterfaschen und Fächerrosette, um 1890. | D-3-76-112-3 Wikidata  | Wohnhaus                                |
| Neunburger Straße 4 (Standort)                      | Wohnhaus eines ehemaligen Dreiseithofes          | Zweigeschossiger und verputzter Satteldachbau mit profilierten Fensterfaschen und Gesimsgliederung, um 1890. | D-3-76-112-4 Wikidata  | Wohnhaus eines ehemaligen Dreiseithofes |
| Neunburger Straße 10 (Standort)                     | Gasthof                                          | Zweigeschossiger und verputzter Walmdachbau mit flachbogigen Gewändeöffnungen und Eckquadern, 18. Jahrhundert. | D-3-76-112-6 Wikidata  | Gasthof                                 |
| Willhofer Steig 1 (Standort)                        | Wohnhaus                                         | Erdgeschossiger und verputzter Mansarddachbau, Mitte 18. Jahrhundert, wohl zum ehemaligen Schloss gehörig. | D-3-76-112-8 Wikidata  | Wohnhaus                                |

### Fronhof
| Lage                              | Objekt                                                | Beschreibung | Akten-Nr.              | Bild           |
| --------------------------------- | ----------------------------------------------------- | --- | ---------------------- | -------------- |
| Horsterstraße (Standort)          | Bildstock                                             | Steinpfeiler mit Basis, geschweiftem Tabernakel mit Bildnische und bekrönendem Eisenkruzifix, Granit, 18./19. Jahrhundert; am westlichen Ortsausgang, an der Horsterer Straße. | D-3-76-112-16 Wikidata | weitere Bilder |
| Mühlweg (Standort)                | Hauskapelle                                           | Halbrund geschlossener Satteldachbau mit flachbogigem Knickgiebel, 18. Jahrhundert; mit Ausstattung; Steinsäule, Rundsäule mit reliefierter Basis, Volutenkapitell und Kreuzbekrönung aus Eisenblech, Sandstein, 18. Jahrhundert; direkt vor der Hauskapelle.                                                                                 | D-3-76-112-13 Wikidata | weitere Bilder |
| Schloßkapellenweg 2 (Standort)    | Ehemalige Burgbefestigung der Burg Fronhof            | Geringe Reste der mittelalterlichen Umfassungs- bzw. Zwingermauern und Bergfriedfundamente in den Umbauten des 18./19. Jahrhunderts erhalten, im Kern wohl 14. Jahrhundert; auf einem nach Westen flach verlaufenden, gegen die Murach steil abfallenden Hügelvorsprung. Nicht nachqualifiziert, im Bayerischen Denkmal-Atlas nicht kartiert. | D-3-76-112-15 Wikidata | weitere Bilder |
| Schloßkapellenweg 2 (Standort)    | Ehemalige Schlosskapelle Mariä Unbefleckte Empfängnis | Verputzter Rechteckbau mit Satteldach und verschindeltem Dachreiter mit Pyramidendach, um 1729, im Kern Reste der ehemaligen mittelalterlichen Burg. | D-3-76-112-11 Wikidata | weitere Bilder |
| Siegelsdorfer Straße 2 (Standort) | Ehemalige Schlossbrauerei mit Wirtshaus               | Zweigeschossiger und verputzter Massivbau über hakenförmigem Grundriss, mit einseitigem Walm, im Kern wohl 1690–1710. | D-3-76-112-12 Wikidata | weitere Bilder |

### Siegelsdorf
| Lage                     | Objekt                      | Beschreibung | Akten-Nr.              | Bild                        |
| ------------------------ | --------------------------- | --- | ---------------------- | --------------------------- |
| Siegelsdorf 2 (Standort) | Kreuzigungsgruppe           | Holzkruzifix mit Beifigur und Blechdach, farbig gefasst, 18./19. Jahrhundert; an der östlichen Giebelseite von Haus Nr. 2.           | D-3-76-112-17 Wikidata | Kreuzigungsgruppe           |
| Siegelsdorf 5 (Standort) | Wohnhaus eines Dreiseithofs | Zweigeschossiger und verputzter Halbwalmdachbau; Hofmauer mit rundbogigem Durchfahrtstor; an der Südostecke des Wohnhauses; um 1900. | D-3-76-112-18 Wikidata | Wohnhaus eines Dreiseithofs |
| Siegelsdorf 8 (Standort) | Kreuzigungsgruppe           | Holzkruzifix mit Beifigur und Blechdach, farbig gefasst, 18./19. Jahrhundert; an der südöstlichen Giebelseite von Haus Nr. 8.        | D-3-76-112-19 Wikidata | BW                          |

### Willhof
| Lage                           | Objekt                               | Beschreibung | Akten-Nr.              | Bild           |
| ------------------------------ | ------------------------------------ | --- | ---------------------- | -------------- |
| Am Dorfplatz 4 (Standort)      | Katholische Filialkirche Sankt Jakob | Romanische Chorturmkirche, Quaderbau mit Satteldach und eingezogenem Rechteckchor, gedrungener Ostturm mit Pyramidendach, um 1150, im 17. Jahrhundert wiederhergestellt; mit Ausstattung; Friedhofsmauer, verputztes Mauerwerk, mittelalterlich; Kreuzigungsgruppe, Holzkruzifix mit Beifigur und Blechdach, farbig gefasstes Holz, 18./19. Jahrhundert; an der östlichen Langhauswand. | D-3-76-112-20 Wikidata | weitere Bilder |
| Gutenecker Straße 7 (Standort) | Feldkapelle                          | Kleiner verputzter Satteldachbau mit Pilaster- und Gesimsgliederung, wohl Ende 19. Jahrhundert; Steinkreuz, am Kopf mit länglicher Schleifspur, Granit, mittelalterlich; dreihundert Meter südlich der Staatsstraße/Einfahrt Willhof, bei der Feldkapelle. | D-3-76-112-21 Wikidata | Feldkapelle    |

## Ehemalige Baudenkmäler
In diesem Abschnitt sind Objekte aufgeführt, die früher einmal in der Denkmalliste eingetragen waren, jetzt aber nicht mehr. Objekte, die in anderem Zusammenhang also z. B. als Teil eines Baudenkmals weiter eingetragen sind, sollen hier nicht aufgeführt werden. Aktennummern in diesem Abschnitt sind ehemalige, jetzt nicht mehr gültige Aktennummern.

| Lage                                     | Objekt    | Beschreibung                                             | Akten-Nr.             | Bild      |
| ---------------------------------------- | --------- | -------------------------------------------------------- | --------------------- | --------- |
| Altendorf Neunburger Straße 9 (Standort) | Holzdecke | Im Gastwirtschaftsraum Holzdecke, bezeichnet mit „1753“. | D-3-76-112-5 Wikidata | Holzdecke |

## Abgegangene Baudenkmäler
In diesem Abschnitt sind Objekte aufgeführt, die früher einmal in der Denkmalliste eingetragen waren, jetzt aber nicht mehr existieren, z. B. weil sie abgebrochen wurden. Aktennummern in diesem Abschnitt sind ehemalige, jetzt nicht mehr gültige Aktennummern.

| Lage                                      | Objekt                | Beschreibung                                          | Akten-Nr.              | Bild |
| ----------------------------------------- | --------------------- | ----------------------------------------------------- | ---------------------- | ---- |
| Fronhof Zangensteiner Straße 9 (Standort) | Ehemaliges Bauernhaus | Bezeichnet mit „1913“, im Kern älterer Satteldachbau. | D-3-76-112-14 Wikidata | BW   |